# Pterophylla beltrani
Pterophylla beltrani, también llamada “esperanza”, “grilleta” o “chiva de los encinos”, es una especie de saltamonte longicornio descrita por Bolívar, I. y C. Bolívar en 1942. Ninguna subespecie está listada en Catalogue of Life.